# PENGIN HOME
『PENGIN HOME』（ペンギンホーム）は、PENGINの1枚目のスタジオ・アルバム。2009年10月7日発売。

## 解説
初回仕様盤にPENGINオリジナルステッカーが封入。先行シングル4曲を収録。

## 収録曲
1. オレポーズ 〜俺なりのラブソング〜（4：51）
作詞：PENGIN
作曲・編曲：PENGIN・小高光太郎
2. 春春春（5：01）
作詞：PENGIN
作曲・編曲：PENGIN・小高光太郎
3. 歩（4：19）
作詞：PENGIN
作曲・編曲：PENGIN・小高光太郎
編曲：PENGIN・Koma2 Kaz
4. P.E.N.G.I.N.（3：09）
作詞：キシコ・346
作曲・編曲：PENGIN
5. TAKE OFF (346 Remix)（3：55）
作詞・作曲：PENGIN
編曲：346
6. 朝ANSWER（4：30）
作詞：PENGIN
作曲・編曲：PENGIN・小高光太郎
編曲：PENGIN・Koma2 Kaz
7. 島の願い feat.Metis（5：39）
作詞：キシコ・346
作曲・編曲：PENGIN・小高光太郎
8. 素晴らしき世界（3：42）
作詞：PENGIN
作曲・編曲：PENGIN・小高光太郎
9. 雪待ち、クリスマス（5：10）
作詞：キシコ・346
作曲・編曲：PENGIN・小高光太郎
10. 乱舞 ～RANBU～（4：40）
作詞：キシコ
作曲・編曲：キシコ・Koma2 Kaz
11. ワンランド（4：06）
作詞：PENGIN
作曲・編曲：PENGIN・小高光太郎
12. 帰り道（6：08）
作詞：346
作曲・編曲：346・小高光太郎
13. 世界に一人のシンデレラ（4：46）
作詞・作曲：PENGIN
編曲：PENGIN・小高光太郎